# 亞絲拉琪

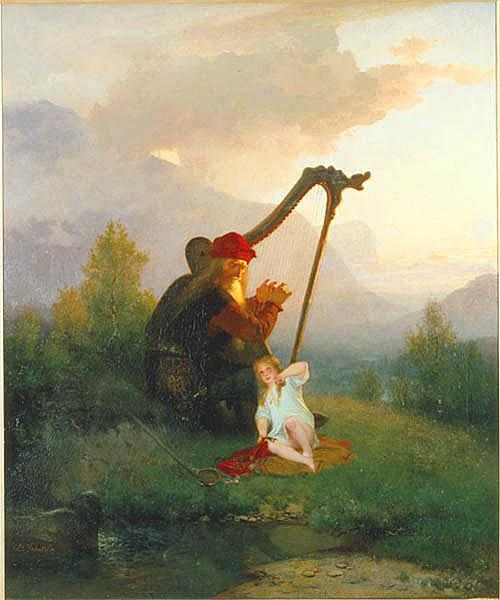
赫默爾王和亞絲拉琪

亞絲拉琪，、Aslög。又名：克萊卡，Kraka、Kráka。是北歐神話中，布倫希爾德和齐格弗里德的女兒。她出現在《詩體埃達》、《沃爾松格傳說》（Volsunga saga）、《朗納爾·洛德布羅克傳奇》（Saga of Ragnar Lodbrok）等故事之中。
神話中，布倫希爾德和齊格魯德相遇時定下終身，然後生下了亞絲拉琪。當他們雙雙死亡之後，亞絲拉琪就由布倫希爾德的外祖父赫默爾（Heimer）撫養，赫默爾為了亞絲拉琪的安全，做了一個可以藏住小女孩的豎琴，然後裝成貧窮豎琴演奏師的樣子旅行。途中，赫默爾借宿於農家，農夫阿奇（Aki）和農夫妻子格麗瑪（Grima）認為豎琴中有金子，格麗瑪更教唆阿奇殺掉老人，但之後他們卻只在豎琴中發現一個三歲的小女孩。為避免事端，農夫夫婦決定養大她，他們叫她克萊卡（Kraka），意思為「烏鴉」，而且只給女孩骯髒的衣服和最差的環境成長。

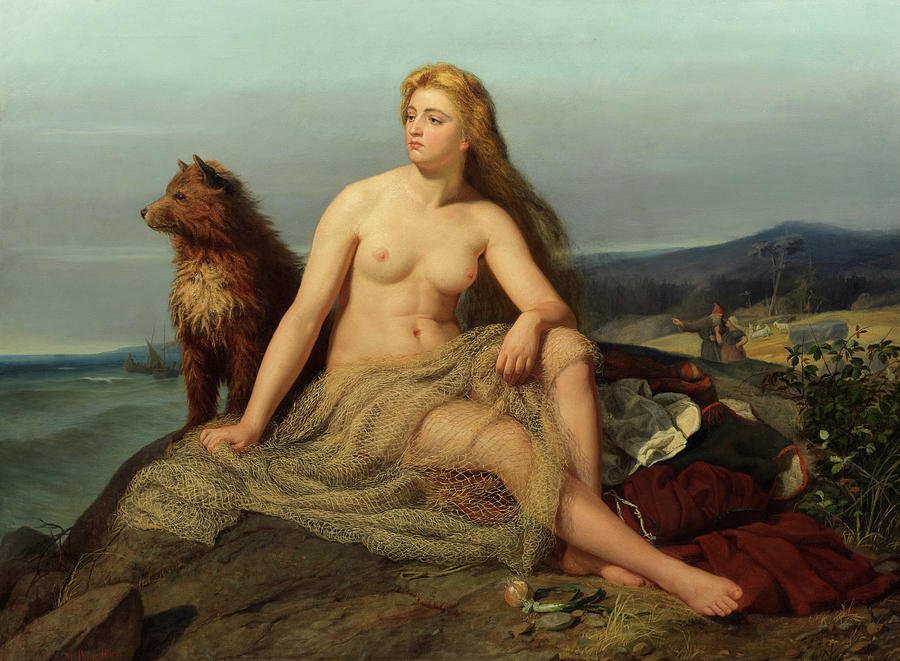
亞絲拉琪。Mårten Eskil Winge繪，1862年

亞絲拉琪長大後，非常美麗、聰慧，一日沐浴時被維京人的王朗納爾·洛德布羅克（Ragnar Lodbrok）發現，朗納爾為測驗她的智慧，出了一道題：「穿著衣服但仍是裸體，帶著同伴卻仍獨自一人，吃著東西卻仍是空肚」。亞絲拉琪於是披上一張漁網（也有說法是披散著長髮），咬著洋蔥帶著一隻狗前往王那裡，朗納爾欣賞她的智慧，於是跟她結婚。
當他們洞房之時，亞絲拉琪要求朗納爾三天後才能行房，因為她認為自己身體疲憊，恐影響孩子健康，但朗納爾不肯。之後出身的長子果然全身無硬骨，只有軟骨，因此被稱為「无骨者伊瓦尔」，因瓦爾之後練箭術，達到百發百中的地步。
此外，他們還生下了幾個兒子：勇敢的比約恩（Bjorn Ironside）、威札克（Hvitserk）／白衫哈夫丹（Halfdene）、烏貝（Ubbe）、拉瓦爾德（Ragnvald）。
之後，朗納爾去瑞典拜訪時，瑞典大臣建議他娶瑞典公主而休掉亞絲拉琪。這個消息在朗納爾回到家前，就有三隻鳥告訴了亞絲拉琪，她憤怒的責備丈夫並坦承自己高貴的身世，為了證明自己的身份，她預言自己下一個要出生的孩子眼睛裡會有蛇，果真這個兒子的一隻眼睛內出現了一條白蛇。那條白蛇圍繞著瞳孔，並咬著自己的尾巴。於是，這個兒子便被稱為「蛇眼西格德」（Sigurd Snake-in-the-Eye）。

## 註腳
1. ↑  Kane, Njord.  Second. United States. 2 September 2015. ISBN 9781943066001. OCLC 935871707.
2. ↑  參見：銜尾蛇